# Кукк, Айно
Айно Кукк (эст. Aino Kukk, ур. Притс (эст. Prits); 10 сентября 1930, Раазику, Харьюмаа — 7 ноября 2006) — эстонская шахматистка, чемпионка Эстонии по шахматам (1955).

## Биография
В 1950 году окончила среднюю школу в Таллине. После Второй мировой войны вошла в число сильнейших шахматисток Эстонии, почти 30 раз приняла участие в чемпионатах Эстонии по шахматам среди женщин, где завоевала золотую (1955), 2 серебряные (1953, 1968) и бронзовую медаль (1952). Четырехкратная чемпионка эстонского спортивного общества «Jõud» («Йеуд»).
С 1959 по 1992 год работала в эстонском институте промышленных проектов «Eesti Tööstusprojektis» - сначала сотрудником лаборатории, потом главным инженером.